# Romain Beynié
Romain Beynié (L'Arbresle, Distrito de Lyon, 6 de mayo de 1987) es un futbolista francés, de origen centroafricano. Juega de mediocampista y su actual equipo es el SC Amiens de la Championnat National de Francia. 

## Selección nacional
Ha sido internacional con la Selección de fútbol de Francia Sub-20.

## Clubes
| Club           | País    | Año       |
| -------------- | ------- | --------- |
| Olympique Lyon | Francia | 2004-2008 |
| AFC Tubize     | Bélgica | 2008-2009 |
| Olympique Lyon | Francia | 2009-2010 |
| FC Gueugnon    | Francia | 2010      |
| FC Mulhouse    | Francia | 2010-2011 |
| US Luzenac     | Francia | 2011-2012 |
| SC Amiens      | Francia | 2012-     |